# 余心純
余心純（？—？），號葵明，湖廣黄州府黃岡縣人，明朝政治人物。

## 生平
萬曆元年（1573年）癸酉科湖廣鄉試舉人。萬曆二十年（1592年），登壬辰科第三甲第二十三名，大理寺觀政，六月授南直懷寧知縣。二十三年丁憂，二十五年補嘉善縣，卒于官。

## 家族
曾祖余俊；祖父余育理；父余瀹，主簿。